# Daniel Pfisterer

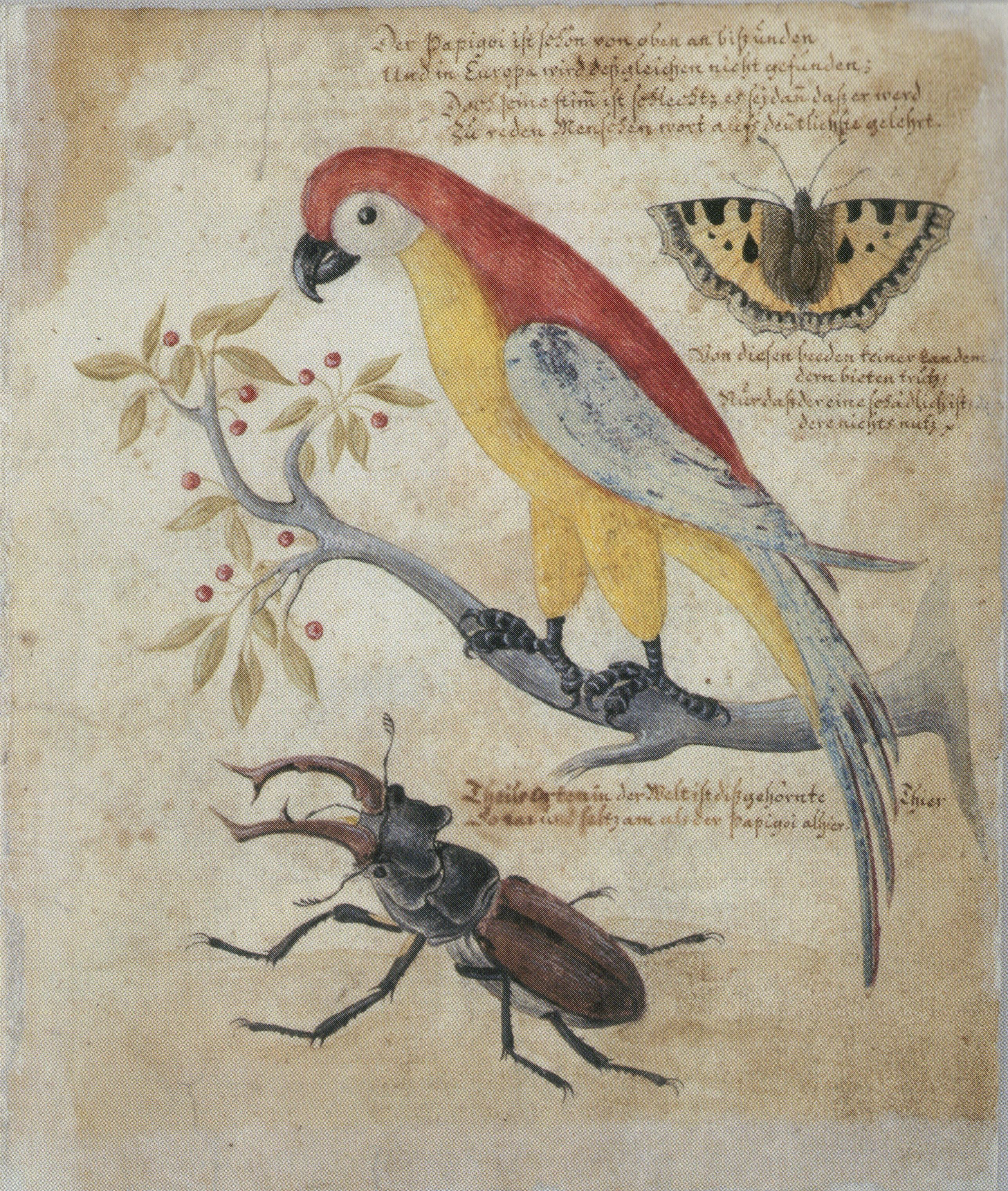
Kleiner Fuchs, Papagei und Hirschkäfer

Daniel Pfisterer (* 12. Dezember 1651 in Stuttgart; † 16. März 1728 in Köngen) war ein deutscher evangelischer Geistlicher und Naturbeobachter, Maler und Schriftsteller. Er schuf ein illustriertes Buch über Köngen und Umgebung, in dem er die Naturerscheinungen, Menschen und Gerätschaften seiner Zeit dokumentierte.

## Leben
Daniel Pfisterer wurde als Sohn des Mundschenks Daniel Pfisterer senior und dessen Ehefrau Ursula Maria, geb. Beck, geboren. In späteren Jahren wurde sein Vater Hofkorbmacher, Hofküfer und Binder. Er besuchte die Klosterschule in Maulbronn und studierte ab 1671 an der Universität Tübingen Theologie. 1676 wurde er Magister, um anschließend an verschiedenen Orten als Vikar zu arbeiten und 1682 sein Examen abzulegen. Danach übernahm er die Pfarrstelle in Hirschlanden bei Ditzingen und wurde sechs Jahre später nach Botnang versetzt. Mit der Stelle in Botnang war Pfisterer unzufrieden; er bewarb sich auf andere Pfarrstellen und gelangte so im September 1699 nach Köngen, wo er offenbar bis kurz vor seinem Tod als Pfarrer tätig war: Noch für den 20. Februar 1728 ist eine Taufe belegt, die Pfisterer vornahm; einen knappen Monat später starb er. 

## Werk

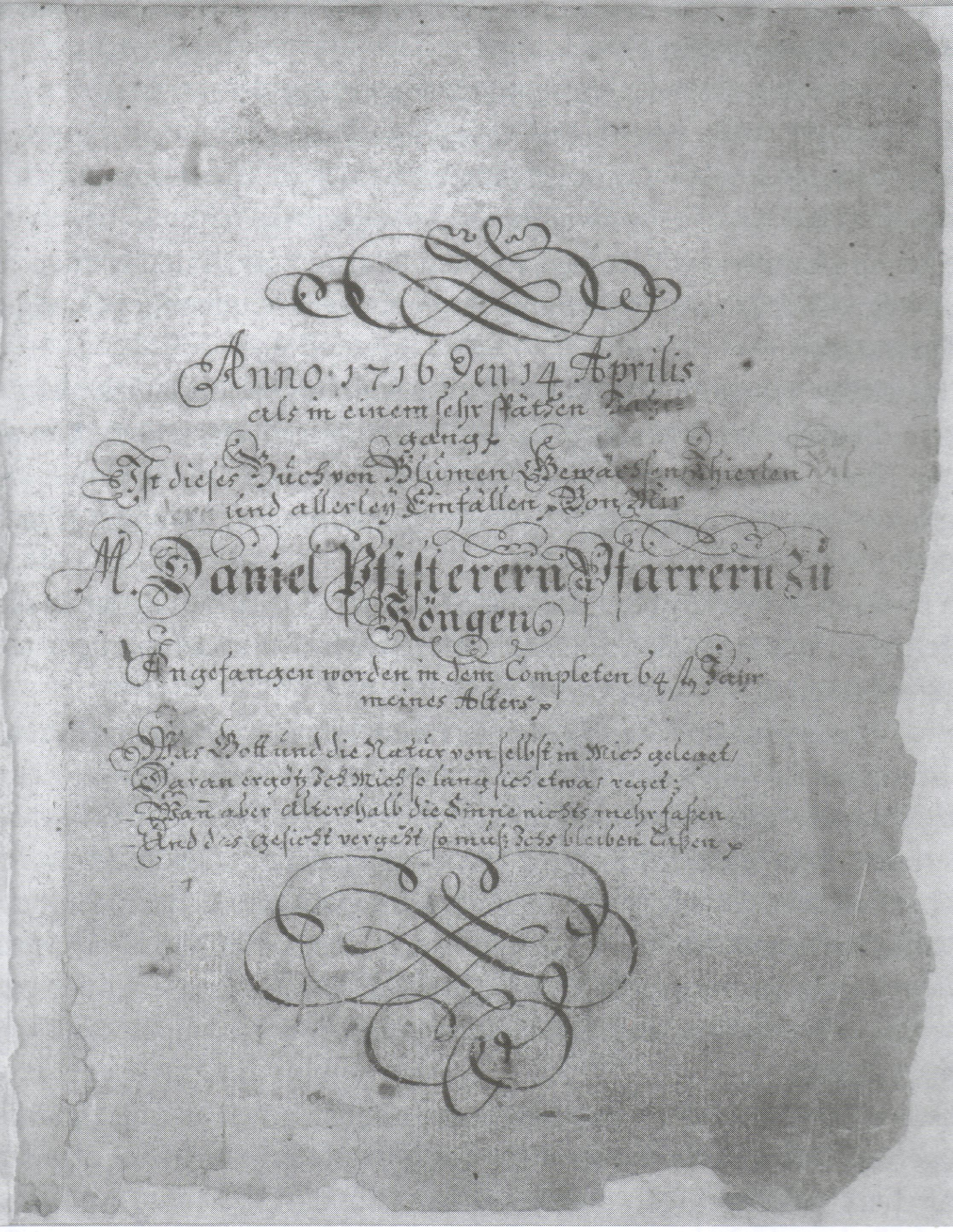
Deckblatt

Am 14. April 1716 begann Pfisterer ein Buch zu gestalten, in dem er Pflanzen und Tiere, aber auch Menschen, Gerätschaften und Gebäude aus Köngen und Umgebung in Wort und Bild schilderte. Dieses Werk führte er bis zum 16. September 1727 fort. Es enthält 264 Seiten mit Aquarellen und gereimten Sprüchen. Pfisterer schuf das Buch offenbar in der Absicht, den Schöpfer aller Dinge zu preisen. Auf Schwierigkeiten stieß er, wenn er in Botanik und Zoologie mit Erscheinungen und Lebewesen konfrontiert wurde, deren wissenschaftliche Bezeichnung er nicht kannte. Zum Teil behalf er sich mit eigenen Bezeichnungen wie etwa „frembdes Nägele“ für die Ausgebreitete Studentenblume oder mit Spitznamen, die zu seiner Zeit für die Pflanzen und Tiere geläufig waren, wie z. B. „Haberdieb“ und „Schelm“ für den Haussperling. Ferner sind in seinem Buch zahlreiche volkstümliche Bezeichnungen zu finden, darunter etwa „Jesuiter hütle“ fürs Alpenveilchen und „Kirschkneller“ für den Kernbeißer. Später zum Teil hinzugefügte lateinische Bezeichnungen sind zum Teil falsch.
Pfisterers Buch befand sich bis 1979 im Familienbesitz. Dann ging es in den des Württembergischen Landesmuseums über. Es wurde 1996 als Faksimile mit Kommentarband veröffentlicht. Das Buch ist ein Zeugnis der Wissenschaftsgeschichte und ein Dokument, das Aufschluss über die Fauna und Flora von Köngen und Umgebung im frühen 18. Jahrhundert gibt, wobei allerdings auch Kulturpflanzen und in Gefangenschaft gehaltene Tiere eine große Rolle für den Pfarrer spielten. Pfisterer wies in seinen begleitenden Texten nicht nur auf die Pracht von Gottes Schöpfung hin, sondern unter anderem auch auf den medizinischen oder kulinarischen Nutzen der abgebildeten Lebewesen. Auf S. 52 seines Werkes etwa vermerkte er:
Convolvulus soll treflich taugen

vor alle röthe in den augen.
Und auf S. 3 lautete sein Kommentar:
Wie wol ein Rebhun schmeckt, das

wissen Große Herrn

wär ich ein solcher Herr, Ich äß

sie auch gern.
Insgesamt stellte Pfisterer ungefähr 61 wild wachsende Blütenpflanzen und über 90 Arten von Tieren dar. Zum Teil handelt es sich bei seinen Zeichnungen und Texten um die frühesten Belege für das Vorkommen in der Gegend um Stuttgart. Viele der von Pfisterer noch aufgeführten Pflanzen und Tiere findet man mittlerweile in der Region, in der der Pfarrer sie noch antraf, nicht mehr.

## Nachwirkung
Der Geschichts- und Kulturverein Köngen vergibt jedes Jahr den Daniel-Pfisterer-Preis.